# Hypericum androsaemum
Hypericum androsaemum är en johannesörtsväxtart som beskrevs av Carl von Linné. Hypericum androsaemum ingår i släktet johannesörter, och familjen johannesörtsväxter. Inga underarter finns listade i Catalogue of Life.

## Bildgalleri

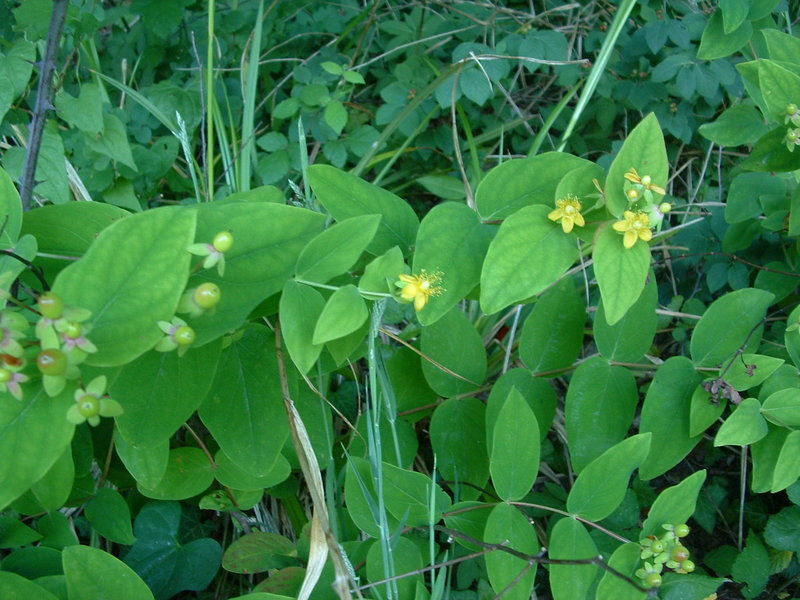
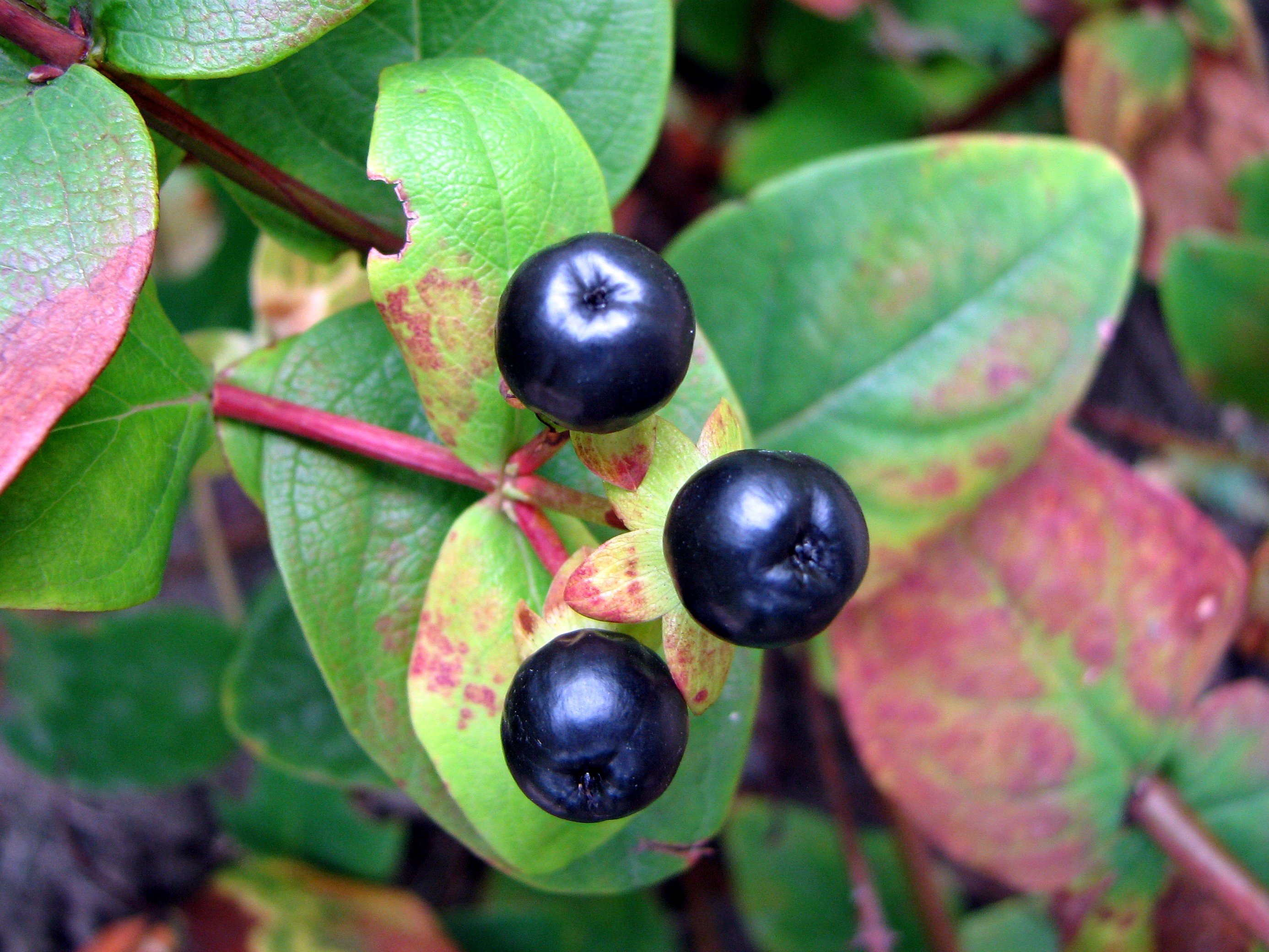
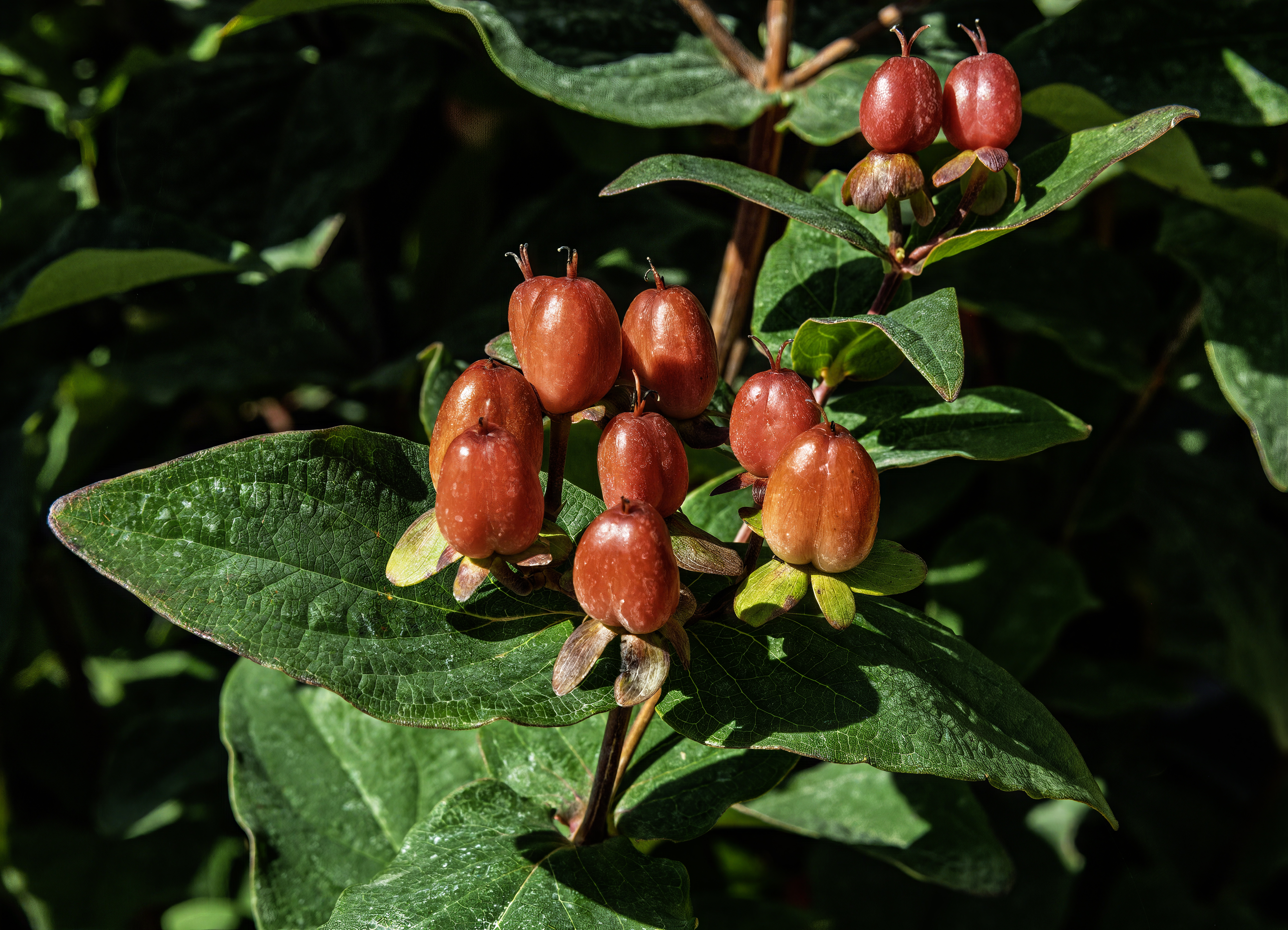
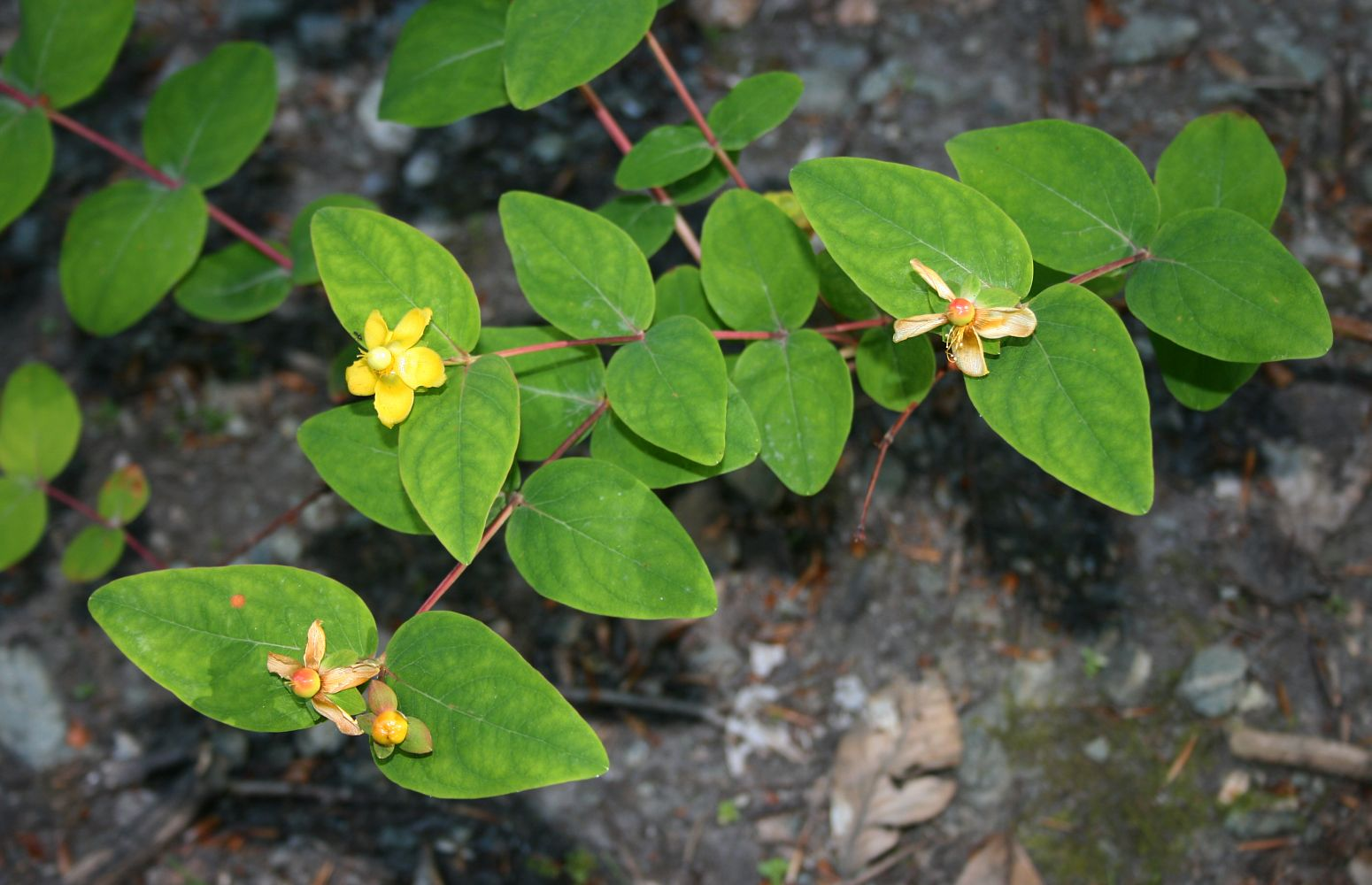
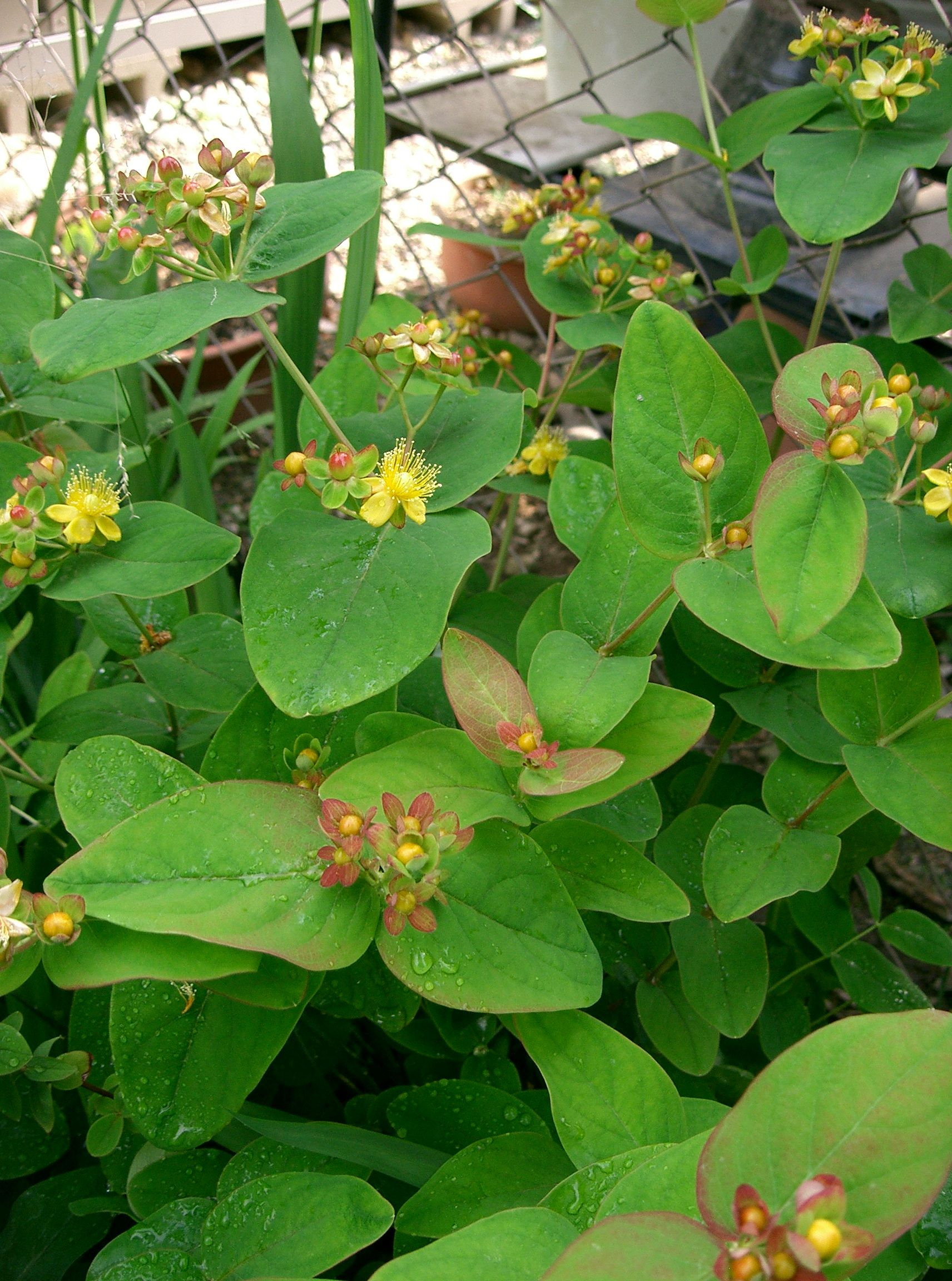
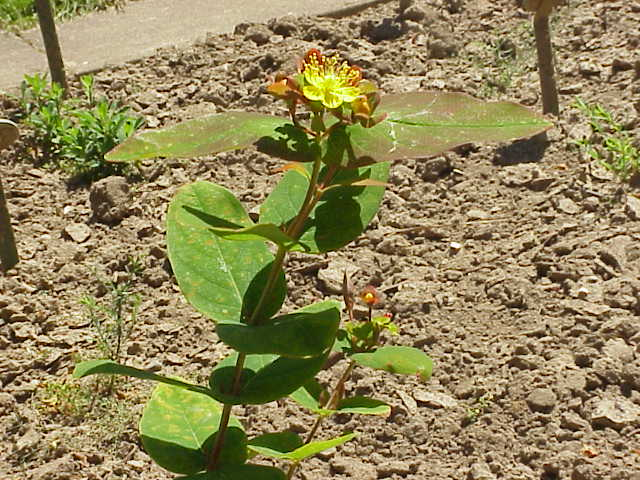
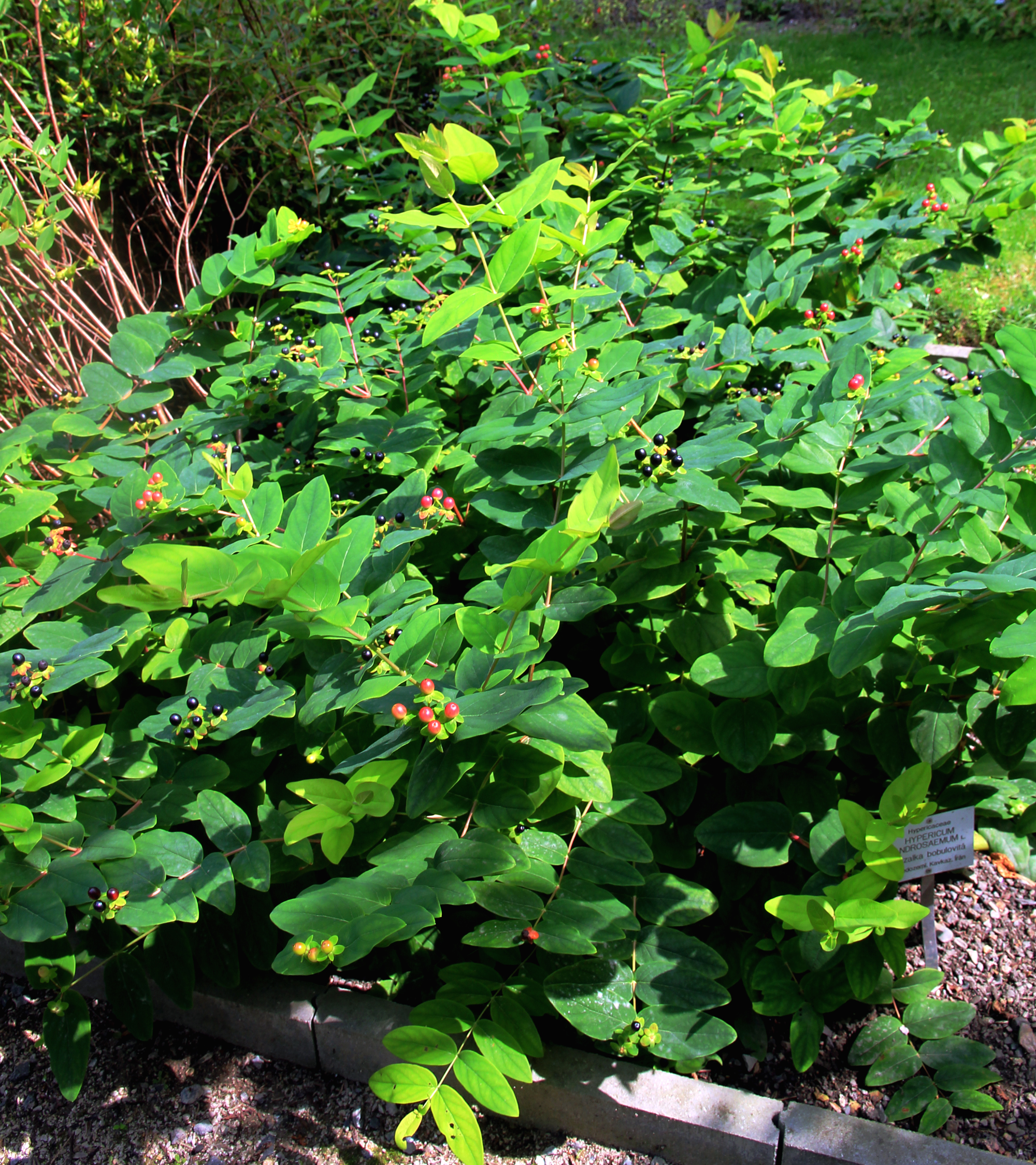
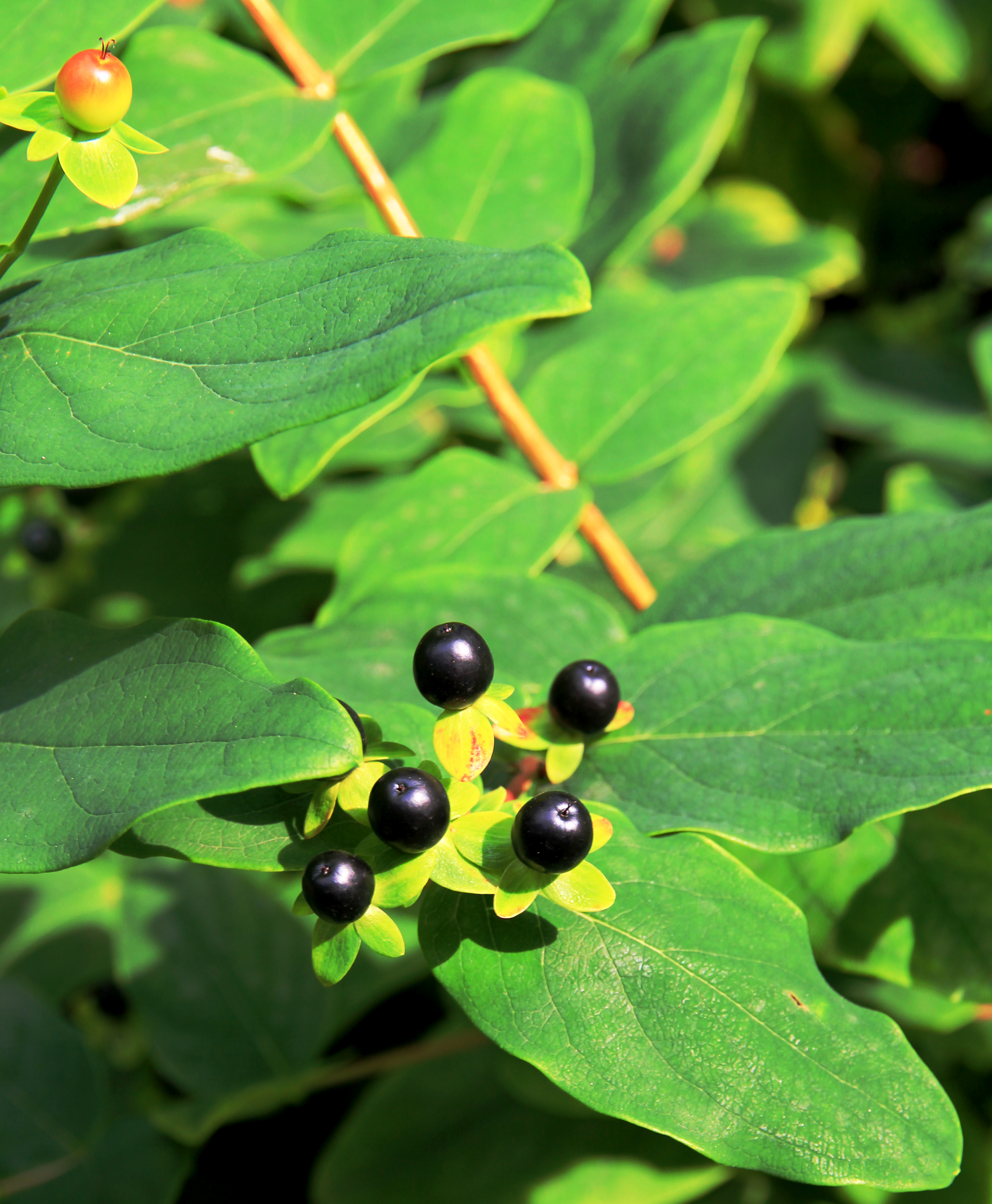